# 27314 Janemcdonald
27314 Janemcdonald este un asteroid din centura principală de asteroizi.

## Descriere
27314 Janemcdonald este un asteroid din centura principală de asteroizi. A fost descoperit pe 2 ianuarie 2000 la Socorro, New Mexico, în cadrul proiectului LINEAR. Asteroidul prezintă o orbită caracterizată de o semiaxă mare de 2,20 ua, o excentricitate de 0,09 și o înclinație de 7,5° în raport cu ecliptica.